# 三菱地所パークス
三菱地所パークス株式会社（みつびしじしょパークス）は、東京都千代田区に本社を置く、日本の駐車場管理運営及び、駐車場コンサルティング会社である。

## 沿革
- 1998年4月 - 東京都渋谷区神山町に株式会社駐車場綜合研究所（初代）を設立。
- 1999年3月 - 関西地区にベルマージュ堺駐車場の管理運営開始。
- 1999年4月 - 本社を東京都渋谷区神山町から東京都渋谷区宇田川町に移転。
- 2000年6月 - 有限会社都市交通情報研究所を設立。
- 2000年10月 - 柏フェイムズパーキングの管理運営を開始。
- 2001年11月 - 株式会社オーエス・パーキングを設立。
- 2001年12月 - 品川インターシティパーキングの管理運営を開始。
- 2002年4月 - 初台リハビリテーション病院駐車場の管理運営を開始。
- 2004年8月 - 本社を東京都渋谷区宇田川町から東京都渋谷区渋谷に移転。
- 2005年2月 - 大阪府大阪市北区に大阪支店を新設。
- 2005年11月 - 株式会社オーエス・パーキングを吸収合併。
- 2006年2月 - 秋葉原UDXパーキングの管理運営、表参道ヒルズ駐車場の管理運営を開始すると同時に、コンシェルジュサービスを開始。
- 2006年4月 - 有限会社都市交通情報研究所を吸収合併。
- 2007年2月 - サウスポット伊伝パーキングの管理運営を開始。
- 2007年10月 - 東京証券取引所マザーズ上場。
- 2008年2月 - 自走式有人管理駐車場初めての「ピ!パーク」名称ピ!パーク東陽6丁目駐車場の管理運営を開始。
- 2008年9月 - 「ピ!パーク」有人管理初めてのバイク駐車場となる東京イースト21有料バイク駐車場（収容台数79台）の管理運営を開始。
- 2008年10月 - ルミネ立川店駐車場、パトリア桶川店駐車場（収容台数750台）の運営管理開始。
- 2010年4月 - 中国北京市に派蒙蜂巣停車場管理（北京）有限公司を設立。
- 2010年10月 - 中国天津市に派蒙蜂巣停車場管理（天津）有限公司、派盟静態交通技術開発（天津）有限公司を設立。
- 2014年2月 - 中国上海市に派盟交通咨詢（上海）有限公司を設立。
- 2016年1月 - マネジメント・バイアウトを目的に株式公開買付けを実施。株式会社アスパラントグループSPC2号が95.70%の株式を取得。
- 2016年2月 - 東京証券取引所マザーズ上場廃止。株式売渡請求により、株式会社アスパラントグループSPC2号の完全子会社となる。
- 2016年5月 - 株式会社アスパラントグループSPC2号が株式会社駐車場綜合研究所（初代）を吸収合併し、株式会社駐車場綜合研究所（2代）に商号変更。
- 2018年6月 - 三菱地所リアルエステートサービス株式会社及び三菱地所株式会社が株式を取得、三菱地所リアルエステートサービスの子会社となる。
- 2019年9月 - 本社を東京都渋谷区渋谷から東京都千代田区三番町に移転。
- 2020年4月 - 三菱地所リアルエステートサービス株式会社の駐車場関連事業を継承し、三菱地所パークス株式会社に商号変更。